# Plagopterus argentissimus
Plagopterus argentissimus és una espècie de peix cipriniforme de la família dels ciprínids.

## Morfologia
- Els mascles poden assolir 10 cm de longitud total.[1][2]

## Hàbitat
És un peix d'aigua dolça i de clima temperat.

## Distribució geogràfica
Es troba a Nord-amèrica: conca del riu Colorado a Utah, Nevada i Arizona (els Estats Units).